# Saint-Briac-sur-Mer
Saint-Briac-sur-Mer (bret. Sant-Briag) – miejscowość i gmina we Francji, w regionie Bretania, w departamencie Ille-et-Vilaine.
Według danych na rok 1990 gminę zamieszkiwało 1825 osób, a gęstość zaludnienia wynosiła 226 osób/km² (wśród 1269 gmin Bretanii Saint-Briac-sur-Mer plasuje się na 345. miejscu pod względem liczby ludności, natomiast pod względem powierzchni na miejscu 905.).